# Off With Their Heads
Off With Their Heads — третій студійний альбом англійської групи Kaiser Chiefs, який був випущений 20 жовтня 2008 року.

## Композиції
1. Spanish Metal - 2:19
2. Never Miss a Beat - 3:08
3. Like It Too Much - 3:23
4. You Want History - 3:45
5. Can't Say What I Mean - 2:49
6. Good Days Bad Days - 2:53
7. Tomato in the Rain - 3:51
8. Half the Truth - 3:44
9. Always Happens Like That - 3:12
10. Addicted to Drugs - 3:53
11. Remember You're a Girl - 2:37

## Позиція в чартах
| Хіт-парад       | Найвища позиція |
| --------------- | --------------- |
| Австралія       | 12              |
| Австрія         | 25              |
| Бельгія         | 11              |
| Франція         | 58              |
| Німеччина       | 29              |
| Нідерланди      | 16              |
| Нова Зеландія   | 34              |
| Норвегія        | 29              |
| Португалія      | 29              |
| США             | 55              |
| Швейцарія       | 19              |
| Велика Британія | 2               |
| Іспанія         | 69              |

## Учасники запису
- Рікі Вілсо — вокал
- Ендрю 'Вайті' Вайт — гітара
- Віджей Містрі — барабани
- Саймон Рікс — бас-гітара
- Нік 'Пінат' Бейнс — клавіші